# Rhipidomys emiliae
Rhipidomys emiliae es una especie de roedores de América del Sur. Es endémica en el centro de Brasil, donde se encuentra en la franja oriental de la Amazonia, como también la selva tropófila y la selva tropical seca en una ecorregión cerrada. Se encuentra a menudo en áreas de cultivo.